# はやく起きた朝は…
『はやく起きた朝は…』（はやくおきたあさは…）は、1994年4月3日より放送されている、千代田企画・フジテレビ制作のトークバラエティ番組。
放送局は、番組開始当初から2025年3月30日放送分まではフジテレビ（フジテレビ系列）、同年4月13日放送分よりフジテレビTWO（CS放送）。放送時間については別節を参照。
本項目では、前身である『おそく起きた朝は…』（おそくおきたあさは…、略称「おそ朝」）、『おそく起きた昼は…』（おそくおきたひるは…、略称「おそ昼」）の2番組についても併せて詳述するものとする。

## 概要
1994年4月に『おそ朝』としてスタートし、その後2度の放送時間帯変更とそれに伴う改題を経て現在に至る。2005年に実施された2度目の放送時間帯変更後は、番組開始時からの資生堂に加え、東京ガスなどがスポンサーに加わり（いずれも関東地方のみ）、ガスを使うクッキングコーナーが登場している。2014年6月8日放送分にて通算1,000回を、2024年4月に放送開始30周年を迎えた長寿番組である。
松居と森尾と磯野の3人が、視聴者から寄せられた不平・不満・愚痴などのはがきをおしゃべりを交えながら紹介するのが主な内容で、『おそ昼』からは料理を披露するコーナーも時々行われている。番組初期には井崎脩五郎がオブザーバー的に出演していたが、放送開始から1年後には男性ゲスト1名を呼ぶ形式に変更。その後現在の女性レギュラー陣3名による形式が定着し、これにより「女性が主役のトーク番組」という色合いが強まった。現在は前述のトークを中心に、「直美のはや起きクッキング」「由美のアメリカ生活プチ情報」「貴理のお耳拝借」などのコーナーが放送されている。
BGMとして番組中さまざまな音楽が流れており、当初は松居が横にあるラジカセで曲を変える仕草をしていた。また、磯野がセンターで番組を進行しているが、これはチャイルズ時代の磯野のポジションを参考にして配置された。松居曰く、磯野がセンターでないと飲み屋などで荒れ始めるという。
河田町に本社屋を構えていた頃から続いている、フジテレビ制作のレギュラーバラエティ番組としては、2018年春改編以降では本番組が唯一継続中の番組となっている（特番にまで範囲を広げれば、毎年12月24日の深夜に放送されている『明石家サンタ』も該当。スタッフも両番組で一部共通している）。
2025年3月9日放送分の終盤にて、同月いっぱいで地上波レギュラー放送を終了し、4月からは放送波をCS放送に移行の上、フジテレビTWOで毎月第2日曜日の同時間帯にて放送することを発表。特別番組については、引き続き地上波での放送も行うとしている。地上波放送の最終回となった2025年3月30日放送分では、企画としてかかわった常田久仁子、並びにフジテレビへの感謝として、萩本欽一が萩本企画名義で30秒コマーシャルを提供した。

## 特番および再放送
2012年7月22日は、『FNS27時間テレビ26 笑っていいとも!真夏の超団結特大号!!徹夜でがんばっちゃってもいいかな?』内にて、5:30頃より本番組の特別編「ずっと起きていた朝は…」が生放送され、コーナー終盤では27時間テレビの総合司会であるタモリも飛び入りで出演した。
関東地区では、2014年7月12日に本番組の特別版『はやく起きた朝は…SP はや朝女子vs男子』が、『チャンネルΣ』枠にて放送され、番組初期にレギュラーだった井崎と佐々木健介をゲストに迎えトークを展開した。2016年7月30日には2回目のSPとなる『はやく起きた朝は…昼SP』も、『土チャレ』枠（土曜 14:00 - 15:00）にて放送された。
2012年4月から9月まで、CS放送のフジテレビONEで1996年の放送分が数回分再放送された。その際には提供読みの部分はカットした上で、「この番組は以前に地上波のフジテレビで放送されたものです。古い映像のため画面が乱れるところがありますので、ご了承ください」と注意書きのテロップを冒頭に、エンディング前の毎週恒例の不平・不満・グチのハガキ募集場面はカットせずにそのまま「現在は募集しておりません」と表示して放送した。
2023年3月25日には、第1回の放送冒頭部分や、過去回の名場面ダイジェストを特集した特番『はやく起きた朝は…30年突入スペシャル』（土曜 14:30 - 15:30、新録スタジオパートはオープニングとエンディングのみ）が放送され、番組内では後述の視聴者参加イベントの告知も行われた。
地上波放送が終了して1ヶ月後の2025年5月11日には、「母の日」に因んで、『はやく起きた朝は… 母の日SP』を『日曜スペシャル』枠（16:00 - 17:00）で放送された。

## 放送時間

### 地上波
- おそく起きた朝は…：日曜 09:30 - 10:00（1994年4月3日 - 2003年3月30日）
- おそく起きた昼は…：日曜 13:30 - 14:00（2003年4月6日 - 2005年3月27日）
- はやく起きた朝は…：日曜 06:30 - 07:00（2005年4月3日 - 2025年3月30日）

### CS放送（フジテレビTWO）
- はやく起きた朝は…：第2日曜 06:30 - 07:00（2025年4月13日 - ）

## ネット局
2025年1月現在。
同時ネットのフジテレビ、北海道文化放送、東海テレビでは番組終了後に次番組『ボクらの時代』の5秒ジャンクション（クロスプログラム）が挿入される。
フジテレビ系列局のみ字幕放送を実施。
| 放送対象地域   | 放送局                    | 系列           | 放送日時         | ネット状況 | 備考     |
| -------------- | ------------------------- | -------------- | ---------------- | ---------- | -------- |
| 関東広域圏     | フジテレビ（CX）          | フジテレビ系列 | 日曜 6:30 - 7:00 | 制作局     | 制作局   |
| 北海道         | 北海道文化放送（uhb）     | フジテレビ系列 | 日曜 6:30 - 7:00 | 同時ネット | [ 注 2 ] |
| 中京広域圏     | 東海テレビ（THK）         | フジテレビ系列 | 日曜 6:30 - 7:00 | 同時ネット | [ 注 3 ] |
| 島根県・鳥取県 | さんいん中央テレビ（TSK） | フジテレビ系列 | 土曜 4:30 - 5:00 | 遅れネット | [ 注 4 ] |
| 秋田県         | 秋田テレビ（AKT）         | フジテレビ系列 | 土曜 5:30 - 6:00 | 遅れネット | [ 注 5 ] |
| 静岡県         | テレビ静岡（SUT）         | フジテレビ系列 | 土曜 5:30 - 6:00 | 遅れネット | [ 注 6 ] |
| 福岡県         | テレビ西日本（TNC）       | フジテレビ系列 | 土曜 5:30 - 6:00 | 遅れネット | [ 注 7 ] |
| 京都府         | KBS京都（KBS）            | 独立局         | 日曜 7:30 - 8:00 | 遅れネット | [ 注 8 ] |

### 過去のネット局
- 仙台放送（OX）[注 9]
- 岩手めんこいテレビ（mit）[注 10]
- さくらんぼテレビ（SAY）[注 11]
- 福島テレビ（FTV）[注 12]
- 新潟総合テレビ（NST）
- 福井テレビ（FTB）[注 13]
- 岡山放送（OHK）
- テレビ新広島（tss）[注 14]
- 高知さんさんテレビ（KSS）
- サガテレビ（STS）
- テレビ長崎（KTN）[注 15]
- テレビくまもと（TKU）
- テレビ大分（TOS、日本テレビ系列・フジテレビ系列）
- テレビ宮崎（UMK、フジテレビ系列・日本テレビ系列・テレビ朝日系列）
- 鹿児島テレビ（KTS）[注 16]

## 出演者
- 松居直美
- 森尾由美
- 磯野貴理子
- 井崎脩五郎（初期のみ）

## 森の磯松
ユニット名は3人の名前の頭文字を取ったもの。これまでに2枚のシングルをリリースしているが、2023年現在は活動を停止している。

## DVD
- 「おそく起きた朝は…&昼は」おそ朝&おそ昼10年史1994〜2004」

ポニーキャニオンから2004年3月3日にリリース。過去10年の放送分より名場面を抜粋して収録している。

## オン・ステージ
「おそく起きた朝は…」時代の1996年からスタートした本番組の舞台版（会場は銀座・博品館劇場）。ほぼ毎年2月に上演された。2000年の会場は東京・池袋サンシャイン劇場。1幕はコメディー、2幕は歌謡ショーの構成である。舞台公演のダイジェスト版は後日テレビでも放送される。かつては名古屋、福岡でも上演されていた。第二幕歌謡ショーのラストは3人がキャンディーズさながらの衣装で歌い踊り、アンコールの『春一番』で締めるのが恒例。
連年での公演は劇場版にもなった2011年が最後となっているが、2014年9月には番組20周年と放送1000回を記念し、「『はやく起きた朝は…』オン・ステージ2014」が上演された他、2023年には7月20日から23日までの4日間にわたり、放送30年目突入を記念した「はやく起きた朝は…30年ありがとう ファン感謝デー」も開催された。いずれも会場は東京・足立のシアター1010。

### プログラム

#### 「はやく起きた朝は…オン・ステージ2006」
一幕
- 「グチ屋」
  - グチ屋の主人「おやっさん」：森尾由美
  - 貴理子の夫（正司）：松居直美
  - 由美の夫（河合）：磯野貴理子

二幕
- 「歌謡ショー」

#### 「おそく起きた昼は…オン・ステージ2005」
一幕
- 「カラオケボックス」
  - 磯野貴理子：磯野貴理子
  - 森尾由美：森尾由美
  - 松居直美：松居直美
- 「直美の新曲発表」
  - マッキー・磯野：磯野貴理子
  - ラッキー・森尾：森尾由美
  - 松居直美：松居直美

二幕
- 「歌謡ショー」
  - ※磯野貴理子の変装「ラッコ」「金玉満堂」

#### 「おそく起きた昼は…オン・ステージ2004」
一幕
- 「貴理子の新婚生活」
  - キッキ（磯野貴理子）：森尾由美
  - ヒーくん（夫）：松居直美
  - 貴理の父&正司師匠：磯野貴理子
- 「年下好きの直美の10年後」
  - 松居直美：松居直美
  - 直樹：森尾由美
  - 直樹の後輩&家庭教師：磯野貴理子

二幕
- 「歌謡ショー」

#### 「おそく起きた朝は…オン・ステージ2003」
一幕
- 「美女も野獣もGood Luck!!」
  - 占い師&鍋奉行刑事：松居直美
  - テレビプロデューサー&酔っ払い：森尾由美
  - いろんな役&サギ夫：磯野貴理子

二幕
- 「歌謡ショー」
  - 磯野貴理子の変装「金玉マン」「スパッツ刑事」

#### 「おそく起きた朝は…オン・ステージ2002」
一幕
- おそ朝ちょっぴりミュージカル「あしたはちょっぴりしあわせ･･･かな?」
  - 女優を目指す娘「磯野マヤ」（17歳）：磯野貴理子
  - ラーメン屋の女店主「月影直美」（37歳）：松居直美
  - 劇団の看板女優「姫川由美」（37歳）：森尾由美

二幕
- 「歌謡ショー」
  - 磯野貴理子の変装「ラーメン」

#### 「おそく起きた朝は…2000」
一幕
- 「カリフォルニア」
  - ママ：森尾由美
  - ゆうか：松居直美
  - 動物くん：磯野貴理子
- デンマーク「マッチ売りの少女」
  - マッチ売りの少女：磯野貴理子
  - 神様：松居直美
  - 魔女：森尾由美
  - 磯野貴理子の変装「ラッコ」「牛」

### オンステージTHE MOVIE
2011年6月18日に上映。本番組初の映画化作品であり、舞台版『はやく起きた朝は…オン・ステージ』が15回目の節目を迎えた記念作でもある。舞台版の上演が東京のみとなったことから、遠方のファンより地元でも舞台を開催してほしいという声が上がっており、これも同作品が制作された理由のひとつとなっている。
内容は2011年舞台公演をメインに、過去の名場面なども交えて構成、劇場版でも三宅自ら監督としてメガホンを執っている。
制作には森尾由美の所属事務所で、映画に関するノウハウを持つスターダストプロモーションが携わっており、同社社長の細野義朗がエグゼクティブプロデューサーを務め、関連会社のS・D・Pが配給を担当している。

#### スタッフ（映画）
- 監督：三宅恵介
- 舞台監督：塩原大介
- エグゼクティブプロデューサー：細野義朗
- プロデューサー：加藤伸崇
- 脚本：高橋秀樹、矢頭浩
- 制作：千代田企画
- 製作：「はや朝THE MOVIE」製作委員会
- 配給：S・D・P
- 宣伝協力：フジテレビジョン

## 歴代スタジオセット
- 初代：1994.4.3 - 1999.2.21
- 2代目：1999.2.28 - 2003.3.30
- 3代目：2003.4.13 - 2008.9.28
- 4代目：2008.10.5 - 現在

初代のセットでは、回を重ねるごとに、司会3人の背景に置いてある小道具が増えている（ぬいぐるみ、ギター、花瓶、本、グラスなど様々）。2代目までは直美の右隣にラジカセが置いてあった。前述の通り不定期に行われる料理コーナーが設けられたのに伴い、3代目からは司会3人の後ろに調理が行えるキッチンのセットも追加された。

## スタッフ
- 企画：常田久仁子（千代田企画[注 17]）
- 構成：高橋秀樹、矢頭浩
- 技術：野口弘
- カメラ：山内光、井上浩
- 映像：神田圭子、岡靖
- 音声：佐藤可奈、小野日向子
- VTR：中村武
- 照明：西澤庸浩、石川陽一
- 音響効果：小堀一
- MA：村田昌栄、大須賀尚子
- デザイン：山本修身
- 小道具：テレフィット
- 美術進行：大村和夫
- CG：川崎将洋
- ヘアメイク：高橋亜子、甲斐（児玉）女衣花、山田みずき
- フラワーアレンジ：プルメリア
- TK：有田裕子
- 編成担当：古川周（フジテレビ）
- 広報：呉美れい（フジテレビ）
- 占い：美・アンジェリー
- 協力：オクトー、dinos
- 技術協力：千代田ビデオ
- ディレクター：石垣勤、塩原大介、金田光弘（千代田企画）
- プロデューサー：三宅恵介（フジテレビ/千代田企画）
- 制作著作：千代田企画、フジテレビ[注 18]

### 過去のスタッフ
- 技術：奥野明彦、斉藤晴夫
- 映像：水脇学、小林沙紀、藤井圭子
- 音声：池上広大、下村芳明
- VTR：三浦浩明、角田丈太朗
- 照明：豊沢勝美、岩田研二、高橋彰夫
- タイトル：金田全央
- 美術進行：増渕滋光
- CG：神山美紀、中西由岐子
- ヘアメイク：小菅孝、春山輝江、安藤有美、POSSE、木下庸子、anna、chlSa（chl→一時離脱→復帰）
- フラワーアレンジ：阿部みどり、アベーユ
- TK：佐々木望、山崎より子、山崎裕子
- 編成担当：金井卓也、種田義彦、成戸真知子、成河広明、林英美、加藤達也、南條祐紀、出樋昌稔、橋口愛、加藤亜利沙、高田雄貴、高木由佳、鈴木康平（フジテレビ）
- 広報：石田卓子、名須川京子、正岡高子、植村綾、島谷真理、手塚朝美、福崎康裕、齋田悠、太田真紀子、藏内彩季子（フジテレビ）
- AP：北口富紀子（フジテレビ）
- ディレクター：釣見和正
- プロデューサー：木村忠寛・亀高美智子[注 19]（フジテレビ）